# آزادسازی مواد مخدر
آزادسازی مواد مخدر به معنای کاهش یا از میان برداشتن محدودیت‌های مربوط به مواد مخدر در قوانین کشورهاست که به سه شیوه دوباره قانونی‌سازی مواد مخدر، قانونی‌سازی مواد مخدر و جرم‌زادیی از مواد مخدر قابل اجراست.

## بحث در رابطه با آزادسازی مواد مخدر
از جمله دلایلی که برای آزادسازی مواد مخدر ارائه می‌شود این است که جنگ با مواد مخدر با شکست روبه‌رو بوده و چنانچه تجارت مواد مخدر قانونی نشود، نمی‌توان بر استاندارد کیفیت مواد مخدری که در اختیار مصرف‌کننده قرار می‌گیرد، نظارت کرد و همین سبب از میان رفتن عدهٔ بسیار بیشتری می‌شود. علاوه بر این از آنجا که دولت‌ها قادر نیستند بر خرید و فروش و تجارت مواد مخدر نظارت کنند، بنابراین نمی‌توانند مالیاتی از این تجارت بسیار گسترده دریافت کنند که این خود ضرر بسیار عمده‌ای برای دولت‌ها محسوب می‌شود. از دیگر دلایل ارائه شده این است که هر کس آزاد است هر گونه که خود تمایل دارد زندگی کند و محدودیت مواد در واقع محدود کردن آزادی فردی است؛ ضمن آنکه سبب افزایش بسیار زیاد جرائم نیز می‌شود. مخالفان آزادسازی مواد مخدر نیز در مقابل معتقدند که این کار سبب معتاد شدن عدهٔ بی‌شماری از افراد جامعه می‌شود، سلامتی جامعه به خطر می‌افتد و نیز کودکان حق زندگی در یک جامعهٔ خالی از مواد مخدر را از دست می‌دهند. مواد مخدر نیز در طبقه‌بندی داروها قرار دارند. اما تفاوت آن‌ها با داروهای دیگر که پزشکان تجویز می‌کنند در این است که برخلاف داروهای مفید، ضرر مواد مخدر از نفعشان بسیار فراتر است.

## سیاست‌ها
معاهده سازمان ملل متحد علیه قاچاق مواد مخدر و روان‌گردان در سال ۱۹۸۸ همهٔ کشورهای امضاکننده را ملزم کرد که «قاچاق مواد مخدر و داروهای روان‌گردان را در قانون اساسیشان جرم تلقی کنند» و نیز به همین منوال هر گونه کار مربوط به تولید، توزیع، انتقال و … که در معاهدهٔ مواد مخدر سال ۱۹۶۱ و معاهدهٔ مواد روان‌گران سال ۱۹۷۱ نیز تعیین شده، جرم تلقی می‌شود. همچنین «کشت خشخاش، کوکا و ماری‌جوانا به منظور تولید مواد مخدر یا داروهای روان‌گردان جرم است. لازم به یادآوری است که این معاهده بین تولید مواد مخدر به صورت انبوه و تولید آن تنها برای مصارف شخصی تفاوت قائل است و دومی را نیز گونه‌ای جرم می‌شناسد اما «میزان مجازات و جرم‌انگاری آن بسته به قانون اساسی هر کشور و آزادی‌های فردی مندرج در آن است».
مرکز اروپایی پایش داروها و اعتیاد (EMCDDA) جرم‌زدایی از مواد را خارج کردن فعل یا ترک فعلی که مرتبط با مواد مخدر باشد از قوانین جزایی هر کشور می‌داند؛ به همین منوال جزا زدایی نیز به معنای عدم تنبیه افرادی است که چنین افعالی یا ترک چنین افعالی از آن‌ها سر می‌زند. روند جرم‌زدایی معمولاً روی جرائمی اعمال می‌شود که به مصرف مواد مخدر مربوطند و ممکن است شامل رفع تحریم مواد مخدر به خصوص (آن‌ها که قابل کنترل دولتی باشند) یا رفع تحریم همه مواد مخدر شود. پس از این رفع تحریم، قوانین غیر جزایی به منظور کنترل و نظارت بر مسائل مربوط به مواد مخدرِ جرم‌زدایی شده ایجاد می‌شوند. جزا زدایی (عدم تنبیه فرد) نیز تنها در مورد مصارف شخصی یا فروش خرده مواد اعمال می‌شود در حالی که ممکن است چنین رفتاری همچنان در قانون جرم تلقی شود. قانونی‌سازی مواد نیز به معنای آزادسازی همهٔ امور مربوط به مواد مخدر در قوانین جزایی است که شامل اموری چون مصرف، حمل، تملک، کشت، تولید، توزیع و… می‌گردد.

### دوباره قانونی‌سازی مواد مخدر
تا پیش از قرن بیستم تمامی مواد مخدر در سراسر جهان قانونی بوده‌اند و طرفداران قانونی کردن مواد مخدر معتقدند می‌بایست با از میان برداشتن تمامی ممنوعیت‌های وضع شده در قوانین کشورها، دوباره به همان حالت بازگردیم. در این میان برخی معتقدند اگر نه به‌طور کامل ولی می‌توان تحت نظارت دولت برخی مواد مخدر را برای مصرف شخصی آزاد کرد. از جمله راه‌کارهای ارائه شده می‌توان به این موارد اشاره کرد:
- الزامی‌کردن برچسب میزان مصرف و هشدارها روی مواد مخدر
- محدودیت در تبلیغ بازرگانی مواد مخدر
- محدودیت سنی در خرید مواد مخدر
- محدود کردن میزان مواد مخدر در هر بار خرید
- ارائه تنها برخی مواد مخدر در داروخانه‌ها
- منع فروش به معتادین
- ایجاد مجوزهای ویژه برای خرید برخی گونه‌های مواد مخدر

باید توجه داشت که دوباره قانونی‌سازی مواد مخدر محدودیت‌هایی بر پایهٔ میزان خطر رسانی و نوع مواد مخدر نیز دارد و اینکه همهٔ مواد مخدر در داروخانه‌ها قابل خرید باشند، ناشدنی است؛ چراکه خطر برخی مواد از بقیه بیشتر بوده و می‌بایست مجوزهای ویژه‌ای برای خرید و مصرف این مواد و هچنین امکان نظارت بر فرد مصرف‌کننده به منظور پیشگیری از خطرهای بیش‌تر وجود داشته باشد. از جمله این داروها یا مواد که بر مبنی میزان خطر در کشورهای مختلف طبقه‌بندی شده‌اند می‌توان به این موارد اشاره کرد: کافئین (چای و قهوه)، نیکوتین (تنباکو) و اتیل الکل (آب‌جو، شراب و نوشابه‌های مفرح).
دوباره قانونی‌سازی همهٔ مواد مخدر اغلب توسط باورمندان لیبرترینیسم که هر گونه محدودیت بر مواد مخدر را از نظر اخلاقی درست نمی‌دانند، پیشنهاد می‌شود. این در حالی است که برخی دیگر از طرفداران میانه‌رو هستند و معتقدند تنها برخی مواد می‌بایست دوباره قانونی شوند. در این میان هر گروهی دلایل اخلاقی خاص خود را دارد. باید به این نکته هم توجه داشت که دوباره قانونی‌سازی مواد به معنای تأیید اخلاقی استفاده از آن نیست.

### جرم‌زدایی از مواد مخدر
طرفداران جرم‌زدایی از مواد مخدر معتقدند می‌بایست جرائم مرتبط با مواد با جزای بسیار کم‌تر و کنترل‌شده‌تری نسبت به قوانین فعلی مواجه شوند؛ مثلاً به جای زندانی کردن از جریمه کردن به طرق مختلف و بدون درج سوء پیشینه برای مصرف‌کنندگان یا دست‌اندرکاران مواد مخدر بهره برد. مهم‌ترین هدف جرم‌زدایی از مواد مخدر کاهش آسیب است.
جرم‌زدایی از مواد چیزی مابین ممنوعیت و آزادسازی کامل مواد مخدر است. اما منتقدان می‌گویند که این کار در واقع بدترین صفت از هر دو مورد را در خود دارد. عده‌ای نیز معتقدند که می‌بایست فروش و تولید عمده را هدف گرفت تا وقت و هزینه پلیس بیش‌تر صرفه مبارزه با قاچاقچیان حرفه‌ای و تولیدکنندگان شود؛ به جای آنکه برای گرفتن فروشندگان و مصرف‌کنندگان خرده‌پا هدر شود.
پرتغال از نخستین کشورهایی است که از کلیه مواد مخدر جرم‌زدایی کرد و نتایج مثبتی نیز حاصل شد. اگر در این کشور کسی را با مواد مخدر دستگیر کنند، چنانچه آن مواد به اندازه مصرف شخصی فرد باشد، وی را به زندان نخواهند فرستاد. کشورهای بعدی اسپانیا و ایتالیا هستند.

## مباحث اقتصادی
جرم‌انگاری مواد مخدر اثرات بد اجتماعی و اقتصادی فراوانی دارد. ممنوعیت مواد باعث ایجاد و گسترش معضلاتی همچون دزدی، خشونت و فساد می‌شود و این خود سبب افزایش قیمت مواد مخدر می‌گردد. در بیش‌تر کشورهای در حال توسعه تولید مواد مخدر راهی است برای فرار از فقر. میلتون فریدمن تخمین می‌زند که بیش از ۱۰٬۰۰۰ مرگ سالیانه در ایالات متحده به سبب جرم‌انگاری مواد مخدر اتفاق می‌افتد و چنانچه مواد مخدر آزاد باشند، تعداد کشته‌شدگان بی‌گناه در درگیری پلیس با قاچاقچیان بسیار کاهش می‌یابد. این بی‌کفایتی دولت‌ها در برخورد با مواد مخدر مورد نقد مدافعان آزادسازی آن قرار گرفته‌است. جنگ با مواد مخدر نیز به همین دلایل مورد نقد واقع شده‌است.

### قیمت و اثر آن بر مصرف مواد مخدر
بیش‌تر بحث‌هایی که در زمینه نتایج اقتصادی قانونی‌سازی مواد مخدر صورت می‌گیرد، هول محور نمودار زنگوله‌ای شکل تقاضا و میزان حساسیت مصرف‌کنندگان به افت و خیز قیمت مواد مخدر در بازار غیرقانونی است. طرفداران قانونی‌سازی مواد فرضشان بر این است که میزان مصرف مواد مخدر اعتیادآور هیچ‌گونه تأثیری از افت و خیز قیمت‌ها نمی‌پذیرد. اما مطالعات در رابطه با دیگر مواد اعتیادآور ولی قانونی همچون سیگار و الکل نشانگر آنند که میزان مصرف متأثر از قیمت این مواد نیز هست. اقتصاددانانی همچون مایکل گراس‌من و فرنک. جِی چالوکا تخمین زده‌اند که تنها ۱۰٪ کاهش در قیمت کوکائین سبب می‌شود مصرف این ماده ۱۴٪ افزایش یابد.: 459  این افزایش نشان می‌دهد مصرف‌کنندگان کوکائین نسبت به تغییر قیمت این ماده حساسند. همچنین شواهدی موجود است که ثابت می‌کند حساسیت مصرف‌کنندگان به قیمت مواد مخدر در طولانی مدت بیش از کوتاه مدت است.: 454  باید در نظر داشت که مطالعات دیگر نیز نتایج متفاوتی ارائه می‌کنند.: 2043 
با در نظر گرفتن اینکه قانونی کردن مواد مخدر سبب افزایش عرضه این مواد می‌شود، باید منتظر افزایش مصرف این مواد و خطرات ناشی از آن نیز در آینده بود.: 428 با این حال اندرو ای کلارک، اقتصاددانی که اثرات قانونی‌سازی مواد مخدر را بررسی کرده، معتقد است که قانونی کردن مواد مخدر به معنای بستن نوعی مالیات ویژه بر مواد مخدر یا آنچه از آن با عنوان مالیات بر گناه یاد می‌شود، سبب پیشگیری از افزایش مصرف این مواد می‌گردد.: 3 

### دیگر هزینه‌های مرتبط
طرفداران ممنوعیت مواد مخدر معتقدند که مصرف مواد مخدر غیرقانونی اثرات جانبی منفی فراوان و هزینه‌های گزاف دیگری دارند.: 2043 : 183  نتایجی همچون افزایش خشونت، اثرات منفی بر محیط زیست محله‌ها، افزایش آسیب‌های بهداشتی و افزایش هزینه‌های مراقبت‌های بهداشتی از آن جمله‌اند.: 3  مخالفان این نظر هم می‌گیوند که بیش‌تر این هزینه‌ها و نتایج منفی ناشی از سیاست‌های غلط فعلای هستند. آن‌ها چنین استدلال می‌کنند که خشونت آمیخته با تجارت مواد مخدر ناشی از غیرقانونی بودن آن است و این غیرقانونی بودن سبب می‌شود تا در نبود یک سازمان قانونی میانجی برای حل اختلافات در این تجارت بزرگ، افراد درگیر برای حل اختلافات دست به خشونت بزنند.: 3 : 177  همچنین این غیرقانونی بودن مواد مخدر بر سلامتی مصرف‌کنندگان نیز تأثیر منفی می‌گذارد. به‌طور مثال مصرف‌کنندگان مواد تزریقی به سبب عدم دسترسی مناسب به سرنگ و سوزن، برای تزریق مواد از سرنگ و سوزن‌های اشتراکی استفاده می‌کنند و این سبب می‌شود بیماری‌هایی نظیر ایدز یا هپاتیت به راحتی در بینشان شیوع پیدا کند.: 180–181 
اقتصاددان برجسته، میلتون فریدمن استدلال می‌کند که ممنوعیت مواد مخدر نتایج منفی بسیاری همچون افزایش شمار زندانیان، عدم امکان درمان بیماری‌های مزمن به‌طور صحیح، افزایش نرخ فساد در جوامع و دولت‌ها، افزایش نابرابری میان شمار زندانیان آمریکاییان آفریقایی‌تبار، ایجاد آسیب‌های پیچیده در مصرف‌کنندگان و نابودی شهرها و کشورها را دربردارد. طرفداران قانونی‌سازی مواد همچنین می‌گویند که کیفیت مواد مخدر غیرقانونی پایین است و این سبب آسیب‌های جسمی بیش‌تری همچون اوردوز ناخواسته یا مسمومیت بر اثر مصرف مواد نامرغوب در مصرف‌کنندگان می‌شود.: 179  استیون لی دیویت و ایلیانا کوزیمکو به افزایش جمعیت زندان‌ها به عنوان دیگر اثر منفی ممنوعیت مواد اشاره می‌کنند. آنان معتقدند که با به زندان انداختن مجرمان مواد مخدر، فضای زندان‌ها برای زندانی کردن دیگر مجرمان از دست می‌رود. این به خودی خود نه تنها سبب افزایش هزینه‌های نگه‌داری از زندان‌ها می‌شود، بلکه سبب می‌شود مجرمان دیگر که شاید هیچ سابفه‌ای در زمینه تجارت مواد مخدر نداشته باشند، به سبب التغاط با مجرمان مواد مخدر، رو به این نوع جرائم بیاورند و این یعنی افزایش مجرمان مواد مخدر.: 2043 

### هزینه‌های مستقیم
جفری میرون، اقتصاددان از دانشگاه هاروارد تخمین زده که پایان دادن جنگ با مواد مخدر به تنهایی می‌تواند سبب تزریق ۷۶٫۸ میلیارد دلار به اقتصاد ایالات متحده آمریکا در سال ۲۰۱۰ شود. وی همچنین گفته که با این کار دولت ۴۱٫۳ میلیارد دلار در به‌کارگیری مأموران پلیس صرفه‌جویی می‌کند و درآمدش از مالیات بر مواد مخدر به تنهایی ۴۶٫۷ میلیارد دلار خواهد بود.
از زمان ریاست جمهوری ریچارد نیکسون که جنگ با مواد مخدر آغاز شد، بودجه دولت فدرال آمریکا در جنگ با مواد که در سال ۱۹۷۰ تنها ۱۰۰ میلیون دلار بود، در سال ۲۰۱۰ به ۱۵٫۱ میلیارد بالغ شد. این هزینه در طول این ۴۰ سال بیش از ۱ تریلیون دلار برآورد شده‌است. در طول این مدت همچنین بیش از ۳۷ میلیون تن مجرم در این رابطه زندانی شده‌اند که ۱۲۱ میلیارد دلار برای دستگیری این افراد و ۴۵۰ میلیارد دلار برای زندانی کردن آن‌ها صرف شده‌است.

### گستره بازار سیاه مواد مخدر
طبق آمار دفتر جرائم و مواد مخدر سازمان ملل متحد (UNODC) در سال ۲۰۱۳ و آژانس مبارزه با جرائم اروپا ارزش تجارت مواد مخدر در دنیا سالیانه بالغ بر ۴۵۶ میلیارد دلار آمریکا است که ۸۴ میلیارد آن به تنهایی متعلق است به تجرات کوکائین.

## تاریخچه
کشت، مصرف و تجارت مواد محرک روانی از آغاز تمدن بشر وجود داشته‌است. در قرن بیستم کشور ایالات متحده آمریکا یک «جنگ تمام عیار علیه مواد مخدر را به راه انداخت.» در همین قرن هم بود که این کشور و انگلیس ماری‌جوانا را ممنوع اعلام کردند. انگلیس طی دو نبرد با چین بر سر مواد مخدر که به جنگ‌های تریاک نخست و جنگ تریاک دوم مشهور شد، سعی داشت تا از تجارت خود در زمینه مواد مخدر حفاظت کند.
از جمله انگیزه‌های مخالفت با آزادی مواد مخدر در جوامع گوناگون و در طول تاریخ می‌توان به انگیزه‌های مذهبی، تهمت زدن به اقلیت‌ها مبنی بر افزایش خشونت و محافظت از بهداشت عمومی اشاره کرد. آنان که موافق آزادسازی مواد مخدرند، این انگیزه‌ها را زیر عناوینی چون نابردباری دینی، نژادپرستی و بهداشتی‌گری طبقه‌بندی می‌کنند.
از جمله دلایلی که طرفداران آزادسازی مواد معتقدند قوانین ممنوع‌کننده فعلی مواد مخدر می‌بایست برداشته شوند، می‌شود به حقوق فردی، آزادی فردی و پیامدگرایی علیه تبعات منفی ناشی از ممنوعیت مواد مخدر اشاره کرد. از همان قرن بیستم جنبش‌هایی به منظور آزادسازی مواد مخدر و لغو قوانین ممنوعیت آن در سراسر جهان شکل گرفت. بیش‌تر این جنبش‌ها از طرف پشتیبانان لیبرال دموکراسی، لیبرالیسم و لیبرترینیسم صورت می‌گیرد. البته حمایت از آزادسازی مواد یک مسئله فرا حزبی و فراباورمندی است و شامل همه گروه‌ها می‌گردد.
کارزار علیه ممنوعیت الکل سبب شد که ممنوعیت الکل در متمم بیست و یکم قانون اساسی ایالات متحده آمریکا در ۵ دسامبر ۱۹۳۳ برداشته شود. این اتفاق در کشورهایی نظیر کانادا نیز روی داد. باید توجه داشت که هنوز هم قوانینی حتی در این کشورها برای کنترل مصرف الکل جاری است.
طرفداران فعلی آزادسازی مواد می‌خواهند قوانین مربوط به مواد مخدر یا به طول کل برداشته شوند یا کمینه، آسانگیرتر شوند؛ بیش‌تر این آزادی‌خواهی‌ها دربرگیرنده موادی همچون ماری‌جوآنا، الکل، تنباکو، تریاک، داروهای محرک، داروهای روان‌گردان و… می‌شود.

## آزادسازی مواد مخدر در جهان

### اروپا

#### جمهوری چک
در جمهوری تا سال ۱۹۹۸ داشتن مواد مخدر "به منظور فروش به شخص دیگر" جرم محسوب می‌شد. تولید، توزیع و دلالی مواد همواره در این کشور جرم بوده و هست و داشتن مواد تنها برای مصارف شخصی مجاز است.
در اصلاحیه قوانین مرتبط با مواد مخدر که به سال ۱۹۹۹ نوشته شد، داشتن مواد حتی برای مصارف شخصی چنانچه از "حد مجاز کم" فراتر رود، جرم است.
در این قانون "بیش از حد مجاز" به معنای ۵ یا ۱۰ برابر دوز هر نوع از مواد مخدر برای یک بار مصرف در نظر گرفته شده‌است.
طبق این قوانین هر شخص مجاز است تا به‌طور مثال ۱۵ گرم ماری‌جوانا یا ۱٫۵ گرم هروئین برای مصرف شخصی در اختیار داشته باشد. از آنجا که این مقادیر بیش‌از حد مجاز دیگر کشورهای اتحادیه اروپا است، جمهوری چک به همراه پرتغال یکی از آزادترین کشورهای این قاره در رابطه با مواد مخدر در نظر گرفته می‌شوند. جوانان ۱۵ تا ۳۴ ساله چکی بیش‌ترین مصرف ماری‌جوانا (۱۸٫۵٪ در سال ۲۰۱۲) را در میان کشورهای اتحادیه اروپا داشته‌اند.
طبق قوانین تازه در اختیار داشتن مواد مخدر به میزان‌هایی که در زیر آمده، «میزان کم» تلقی شده و جریمه آن همچون جرائم رانندگی در نظر گرفته می‌شود:
- ماری‌جوآنا ۱۵ گرم
- حشیش ۵ گرم
- قارچ سیلوسایبین ۴۰ تکه
- پیوت ۵ دسته
- ال‌اس‌دی ۵ قرص
- اکستازی ۴ قرص
- آمفتامین ۲ گرم
- مت‌آمفتامین ۲ گرم
- هروئین ۱٫۵ گرم
- Coca ۵ دسته
- کوکائین ۱ گرم

با این حال فروش مواد مخدر به هر میزان که باشد همچنان در این کشور جرم است. داشتن "بیش از حد مجاز" ماری‌جوانا ممکن است برای فرد تا سقف ۱ سال زندان دربرداشته باشد. برای دیگر مواد مخدر ممکن است تا ۲ سال نیز افزایش یابد. قاچاق مواد مخدر (به استثنای پرورش ۵ گلدان ماری‌جوانا) جزای سخت‌تری در پیش خواهد داشت.
استفاده طبی از ماری‌جوانا البته از ۱ آوریل ۲۰۱۳ قانونی بوده‌است.

#### ایرلند
در ۲ نوامبر ۲۰۱۵، آودهان او ریورداین، وزیر مربوط به امور مواد دارویی ایرلند اظهار کرد که این کشور در نظر دارد تا اتاق‌های تزریق مورد نظارت دولت را ایجاد نماید. وی همچنین گفت که با وجود آنکه در اختیار داشتن مواد برای مصرف شخصی آزاد است اما همچنان تولید و توزیع مواد مخدر در این کشور جرم باقی خواهد ماند.

#### هلند
قوانین مرتبط با مواد مخدر هلند بر پایه ۲ اصل است:
1. مصرف مواد مخدر یک مسئله مربوط به بهداشت عمومی و نه یک بزه به حساب می‌آید.
2. بین داروهای مفید پزشکی و مواد مخدر تفاوت وجود دارد.

حمل یا تولید ماری‌جوانا حتی برای مصرف شخصی در این کشور بزهکاری محسوب شده و جریمه دارد. بر اساس قوانین کافی‌شاپ‌هایی که این ماده را به مشتری می‌دهند نیز جریمه می‌شوند.
با این حال از آنجایی که این قانون اجرا نمی‌شود، گاهی دادگاه‌ها در پرونده‌های افراد علیه دولت رأی صادر کرده‌اند.

#### نروژ
در ۱۴ ژوئن ۲۰۱۰ کمیسیون استالتنبرگ پیشنهاد کرد تا از هروئین طبی برای درمان بیماری‌ها با ملاحظات مربوط استفاده شود. در ۱۸ ژوئن همان سال کانت استاربرگرت، وزیر پلیس و عدالت نروژ اعلام کرد که وزارت‌خانه‌اش در حال کار روی قوانین جدید مواد مخدر است که از جرم‌زدایی انجام شده در کشور پرتقال الهام گرفته و قرار است لایحه آن پیش از انتخابات بعدی به مجلس فرستاده شود. وی بعدها گفته‌اش را تغییر داد و چنین گفت که این بحث‌ها تنها در میان دانشگاهیان رخ داده‌است. در آغازین روزهای مارس ۲۰۱۳ وزیر بهداشت جوناس گار استور، پیشنهاد کرد تدخین هرویین تا سال ۲۰۱۴ به منظور کاهش خطرات ناشی از مصرف بیش از حد، قانونی شود. در سال ۲۰۱۱، ۲۹۴ تن در این کشور به سبب مصرف بیش از حد مواد مخدر مردند که در مقایسه با ۱۷۰ تن مرگ ناشی از تصادفات در همین سال، اهمیت این موضوع آشکار می‌شود.

#### پرتغال
پرتغال در سال ۲۰۰۱ نخستین کشور اروپایی بود که از تمامی مواد مخدر برای مصرف شخصی جرم‌زدایی کرد. به علاوه به مصرف‌کنندگان مواد مخدر خدماتی همچون دارودرمانی به جای دستگیری آن‌ها ارائه شد. در تحقیقی توسط مؤسسه کیتو به رهبری گلن گرینوالد مشخص شد که تنها ۵ سال پس از جرم‌زدایی از مواد مخدر در این کشور، مصرف غیرقانونی مواد توسط نوجوانان کاهش چشم‌گیری پیدا کرد و نرخ ابتلا به ایدز در میان مصرف‌کنندگان به شدت کاهش پیدا کرد و مرگ‌ومیرهای ناشی از مصرف هروئین و دیگر داروهای مشابه به نصف تقلیل یافت و بهتر از همه اینکه شمار افرادی که به دنبال درمان اعتیاد بودند دو برابر شد. با این حال به نظر پیتر روتر، استاد جرم‌شناسی و سیاست عمومی دانشگاه مریلند در کالج پارک، با وجود آنکه ممکن است این کاهش مصرف هروئین به سبب چرخه همه‌گیری مصرف این مواد باشد، اما این قانون به هدف خود رسید؛ عدم افزایش مصرف مواد مخدر.

### آمریکای لاتین
در آمریکای لاتین از سال ۲۰۰۰ تا ۲۰۱۰ درخواست برای قانونی‌سازی مواد مخدر افزایش چشم‌گیری داشته‌است. دولت اروگوئه نخستین کشور این قاره بود که در سال ۲۰۱۲ اعلام کرد قصد دارد ماری‌جوانا را برای مصرف شخصی و به منظور کاهش جرائم ناشی از آن قانونی کند.

#### آرژانتین
در ماه اوت سال ۲۰۰۹ دادگاه عالی آرژانتین مقرر کرد که پی‌گرد قانونی دارندگان مواد مخدر برای مصارف شخصی در قانون اساسی این کشور وجود ندارد و این کار غیرقانونی است. «اشخاص پس از آنکه به سن قانونی برسند باید در گزینش نحوه زندگی خود آزاد بوده و دولت هیچ دخالتی در آن نداشته باشد». این موضوع بند ۱۴ قانون مواد مخدر این کشور را (شماره قانون: ۲۳٬۷۳۷) که داشتن مواد مخدر برای مصرف شخصی را منع می‌کرد و از ۱ ماه تا ۲ سال زندانی برایش در نظر گرفته شده بود را تحت تأثیر خود قرار داد. البته این موضوع تنها شامل آن دسته افرادی است که مواد مخدر را برای تنها مصرف شخصی خود و نه معتاد کردن دیگران به کار می‌گیرند، می‌شود.

#### برزیل
در برزیل در سال‌های ۲۰۰۲ و ۲۰۰۶ قوانینی به منظور جرم‌زدایی برخی مواد مخدر برای مصارف شخصی تصویب شد. جزای زندانی کردن از بین رفت و جای آن را بازپروری و خدمت عمومی گرفت. اما در قانون سال ۲۰۰۶ تفاوت بین فروشندگی خرده‌پا و مصرف شخصی مشخص نشد. یک ناهمگنی بین جرم‌زدایی و افزایش کیفر فروش مواد مخدر وجود دارد؛ چراکه به‌طور مثال فروش بیش‌ترین حد تعیین شده برای مصارف شخصی می‌تواند تا ۵ سال زندانی برای فرد دربرداشته باشد. بیش‌تر موادفروشان زندانی شده به سبب فروش مقادیر کم این مواد دستگیرشده بودند که بینشان مصرف‌کنندگانی هم بودند که برای گذران زندگی ناچار به فروش خرده‌پای مواد می‌شدند. از سال ۲۰۰۶ بحث‌های زیادی بر سر اینکه آیا این جرم‌زدایی با قانون اساسی و آزادی‌های فردی مغایر است یا نه در جریان بوده‌است. در سال ۲۰۰۹ دادگاه عالی برزیل این قضیه را به رأی گذاشت. از آنجا که هر وزیر مجاز است هر چه قدر لازم می‌داند برای تحقیق در این باره وقت بگذارد، نتیجه رای‌گیری به درازا می‌کشد. در سال ۲۰۱۵ سه وزیر به نفع جرم‌زدایی رأی دادند که البته به سبب مخالفت یک وزیر دیگر، این کار عملی نشد.

#### کلمبیا
رئیس‌جمهور گواتمالا اتو پرز مولینا و رئیس‌جمهور کلمبیا خوان مانوئل سانتوس پیشنهاد قانونی‌سازی مواد مخدر به جهت مقابله با شکست‌های پی‌درپی در رابطه با جنگ با مواد مخدر را ارائه کردند؛ چراکه چنین جنگی هزینه بسیار و منافعی کم دربرداشته‌است.

#### کاستاریکا
کاستاریکا از مواد مورد مصرف شخصی جرم‌زدایی کرده‌است. با این حال تولید و توزیع مواد مخدر هنوز در این کشور جرم است.

#### اکوادور
طبق قانون اساسی ۲۰۰۸ اکوادور، مصرف مواد مخدر نه یک جرم که یک مشکل بهداشتی است. از ژوئن ۲۰۱۳ اداره امور مواد مخدر اکوادور (CONSEP) جدولی شامل بیشنه مواد مخدر قانونی قابل حمل توسط اشخاص منتشر کرده؛ البته این در صورتی است که فرد قصد فروش آن را نداشته باشد. برخی از مواد آمده در این جدول عبارتند از: ۱۰ گرم ماری‌جوانا یا حشیش، ۴ گرم تریاک، ۱۰۰ میلی‌گرم هروئین، ۵ گرم کوکائین، ۰٫۰۲۰ میلی‌گرم ال‌اس‌دی و ۸۰ میلی‌گرم متامفتامین.

#### هندوراس
در ۲۲ فوریه ۲۰۰۸ رئیس‌جمهور هندوراس، مانوئل زلایا از ایالات متحده درخواست کرد به منظور کاهش قتل‌های ناشی از مواد مخدر در هندوراس، این مواد را قانونی کند. کوکائین از راه هندوراس بین کلمبیا و ایالات متحده قاچاق می‌شود. در این کشور که تنها ۷ میلیون نفر جمعیت دارد، روزانه ۸–۱۰ تن کشته می‌شوند که ۷۰٪ این قتل‌ها با تجارت جهانی مواد در ارتباط است. به گفته زلایا همین مشکل در گواتمالا، السالوادور، کاستاریکا و مکزیک نیز وجود دارد.

#### مکزیک
در آوریل ۲۰۰۹ مجلس مکزیک با تغییر قانون بهداشت عمومی مبنی بر جرم‌زدایی از مواد مخدر غیرقانونی تنها برای مصارف شخصی و نه تجارت موافقت کرد. بدین ترتیب هر کس می‌توان تا به طول مثال ۵ گرم ماری‌جوانا یا ۵۰۰ میلی‌گرم کوکائین داشته باشد. تنها محدودیت در این است که این اشخاص اجازه ندارند تا شعاع ۳۰۰ متری مدارس، کلانتری‌ها مراکز بازپروری باشند. تریاک، هروئین، ال‌اس‌دی و دیگر مواد مخدر نیز جرم‌زدایی شدند و داشتنشان اگر از مرز قانونی نگذرد جرم نیست. بسیاری این تصمیم مجلس را مورد پرسش قرار داده‌اند؛ چراکه کوکائین هم به اندازه هروئین اعتیادآور بوده و هر دو از گیاهان به دست می‌آیند. با این حال باید گفت که قانون در این رابطه به شدت سختگیر است و چنانچه فردی را با بیش از میزان تعیین شده در قانون دستگیر کنند، وی ممکن است به زندان طولانی مدت فرستاده شود؛ چراکه فرض می‌شود فرد قصد خرده‌فروشی داشته‌است.

#### اروگوئه
اروگوئه از جمله معدود کشورهایی است که هیچ‌گاه مصرف شخصی مواد مخدر را جرم تلقی نکرده‌است. از سال ۱۹۷۴ قانون این کشور هیچ محدودیت یا سقف مشخصی برای تعیین جرم مواد مخدر در نظر نگرفته و تصمیم اینکه فرد مجرم مواد را برای مصرف خود می‌خواسته یا خیر را به عهده قاضی گذارده‌است. چنانچه قاضی تعیین کند که میزان مواد مخدر در اختیار فرد تنها برای مصارف شخصی خود او بوده، دیگر شخص را کیفر نمی‌کنند.
در ژوئن ۲۰۱۲ دولت اروگوئه اعلام کرد قصد دارد فروش دولتی ماری‌جوانا را برای مصرف شخصی قانونی کند تا با این کار جلو جرائم مربوط به مواد مخدر گرفته شود. دولتمردان این کشور همچنین از دیگر کشورها تقاضا کردند که چنین کنند.
در ۳۱ ژوئیه ۲۰۱۳ مجلس اروگوئه با ۵۶ رأی موافق و ۴۲ مخالف، لایحه قانونی بودن کاشت، توزیع و مصرف ماری‌جوانا برای مصارف شخصی را تسلیم سنا کرد و سنا نیز در تاریخ ۱۰ دسامبر ۲۰۱۳ با ۱۶ رأی موافق و ۱۴ مخالف آن را قانونی اعلام کرد. پیرو این قانونی‌سازی ماری‌جوانا در ۲۰۱۲، ایالت‌های کلورادو و واشینگتن هم آن را قانونی کردند. جان والش، متخصص در سیاستگذاری‌های مرتبط با مواد مخدر واشینگتن گفته‌است: «اروگوئه در زمان درستی اقدام به قانونی‌سازی کرد. ما نمی‌توانیم به خاطر این کار به آن‌ها خرده بگیریم.»

### آمریکای شمالی

#### کانادا
کشت ماری‌جوآنا در کانادا به استثنای ماری‌جوانای طبی غیرقانونی است. با این حال مصرف این ماده توسط مردم در نقاط مختلف این کشور و بر پایه قوانین محلی پذیرفته شده‌است. کارزاری برای آزادی ماری‌جوانا در این کشور به راه افتاده‌است. اما همچنان فروش بذر این گیاه قانونی است.
در سال ۲۰۱۱ گلاب اند میل بر پایه تحقیقی مدعی شد ۴۷٪ کانادایی‌ها با «قانونی‌سازی ماری‌جوانا» در سال ۲۰۰۰ موافق بودند که این رقم در سال ۱۹۷۵ تنها ۲۶٪ بود. در تحقیق تازه‌تری مشخص شد بیش از نیمی از کانادایی‌ها با قانونی‌سازی این ماده موافق هستند. با این حال استیون هارپر نخست‌وزیر این کشور در سال ۲۰۰۷ با پیش کشیدن قانون c-26 قصد اصلاح قوانین مربوط به منع مواد مخدر را داشت تا جرائم مربوط به آن‌ها سنگین تر شوند.

#### ایالات متحده آمریکا
در سراسر ایالات متحده آمریکا گروه‌ها و اشخاص بی‌شماری خواهان قانونی‌سازی ماری‌جوانا برای مصارف پزشکی هستند. سازمان‌هایی همچون NORML و MPP در تلاشند تا داشتن، مصرف، کشت و فروش ماری‌جوانا را حتی برای مصارف غیر پزشکی نیز قانونی کنند. در ۱۹۹۶ به‌تقریب ۵۶٪ کالیفورنیایی‌ها به قانونی‌سازی کشت و مصرف ماری‌جوانا برای امور پزشکی رأی مثبت داند. این مسئله سبب ایجاد تنش‌های شدیدی بین دولت فدرال و دولت ایالتی شد. پس از آن ۲۰ ایالت و ناحیه کلمبیای آمریکا نیز مصرف پزشکی ماری‌جوانا را قانونی کردند. با وجود آنکه ماری‌جوانا در قانون فدرال آمریکا غیرقانونی‌است، اما قوانین مربوط به آن در ایالات ذکره شده که مصرف پزشکی آن را ممنوع نمی‌کنند، بر قوانین فدار می‌چربند.
در ۲۰۱۲ کلورادو و واشینگتن مصرف مقدار کم ماری‌جوانا برای امور شخصی را قانونی اعلام کردند و تاکنون در حال تهیه قوانینی به منظور جرم‌زدایی از کشت و پرورش و حتی تجارت ماری‌جوانا هستند.
در ۲۰۱۴ رای‌دهندگان اورگان، آلاسکا و ناحیه کلمبیای آمریکا به قانونی‌سازی مصرف شخصی ماری‌جوانا رأی مثبت دادند.

### اقیانوسیه

#### استرالیا
استرالیا دارای یکی از بالاترین نرخ‌های مصرف‌کنندگان ماری‌جوانا در جهان است. درخواست برای قانونی‌سازی ماری‌جوانا در این کشور از ۱۹۷۰ وجود داشته‌است. در سال ۲۰۱۰ گروه HEMP که در کارزار قانونی‌سازی ماری‌جوانا نیز کار می‌کند، به عنوان یک حزب سیاسی رسمیت پیدا کرد.
در سال ۲۰۱۱ این کارزار دوباره زنده شد و مردم از طریق شبکه‌های اجتماعی در آن فعال شدند. با وجود آنکه استرالیا خود از نخستین کشورهای ارائه‌کننده تزریقات رایگان برای معتادین است اما دولت این کشور همچنان جنگی علیه مواد مخدر را هدایت می‌کند.

### آسیا

#### ایران
مصرف مواد مخدر در ایران از دورهٔ صفوی و با رواج یافتن کشت خشخاش شایع شده‌است. تا زمان پادشاهی شاه طهماسب، مصرف بنگ، تریاک، و حشیش در ایران به‌عنوان یک هنجار پذیرفته شده بوده‌است و در میان مردم، در قهوه‌خانه‌ها و در دربار صفوی رواج داشته‌است. پس از شاه طهماسب، شاه عباس دست به اقداماتی برای محدود کردن مصرف تریاک در ایران زد و در ۱۰۰۵ هجری قمری فرمان ترک تریاک را صادر کرد. با این وجود کشت خشخاش در آن زمان هم در ایران انجام می‌شده‌است.
در دورهٔ قاجار تولید و مصرف مواد مخدر در ایران افزایش یافت و حکومت هم از آن حمایت می‌کرده‌است. کشت خشخاش در ۱۸ استان ایران انجام می‌شده‌است و هفت نوع تریاک در ایران وجود داشته‌است. در زمان ناصرالدین شاه اعتیاد به‌عنوان یک پدیده در ایران وجود داشته‌است. در همان زمان صادرات تریاک یکی از منابع درآمدهای ارزی ایران بوده‌است. با وجود آن‌که در دورهٔ صفوی تریاک بیشتر به صورت خوراکی مصرف می‌شده‌است، تریاک‌کشی به شیوهٔ امروزی در دورهٔ قاجار شکل گرفته‌است. پس از پیروزی انقلاب مشروطه در سال ۱۳۲۴ قمری، حکومت ایران برای مبارزه با مواد مخدر، زیر فشارهای داخلی و خارجی قرار گرفت. در نتیجه «قانون تحدید تریاک» به تصویب مجلس شورای ملی رسید؛ ولی به دلیل وابستگی حکومت به درآمدهای ناشی از فروش مواد مخدر، مبارزه با مواد مخدر با جدیت انجام نمی‌شده‌است.
کشت و فروش تریاک توسط حکومت تا سال ۱۳۲۰ خورشیدی و خروج رضا شاه از ایران ادامه داشته‌است. در سال ۱۳۳۱ خورشیدی «قانون منع تهیه و خرید و فروش و مصرف نوشابه‌های الکلی و تریاک و مشتقات آن» توسط مجلس شورای ملی تصویب شد. دولت در سال ۱۳۲۴ خورشیدی «لایحهٔ منع کشت خشخاش» را به مجلس شورای ملی ارائه کرد که در همان سال تصویب گردید. این قانون علاوه بر منع کشت خشخاش معتادان را ملزم می‌کرد در مدت شش ماه اقدام به ترک مصرف مواد مخدر کنند.

##### فروش تریاک دولتی در سال ۱۳۴۷
در سال ۱۳۴۷ خورشیدی، دولت «قانون کشت محدود خشخاش و صدور تریاک» را به تصویب مجلس رساند.این قانون بر این استدلال بنا شده بود که با ارائه شربت تریاک به معتادانی که قادر به ترک سریع اعتیاد نیستند از طریق مراکز دولتی ارتباط آنان با قاچاقچیان قطع می‌شود. اما بزودی شکست این ایده نمایان شد. کشاورزان حاضر به فروش خشخاش به دولت نبودند و با قمیت بالاتر به قاچاقچیان می‌فروختند و از سویی معتادان نیز با تقلب در کارت‌های سهمیه بندی کوپن تریاک باعث وخامت اوضاع شدند. شورای انقلاب نهایتاً در تیر ۱۳۵۹ به تریاک فروشی دولتی خاتمه داد.
پس از انقلاب ۱۳۵۷ ایران، قوانین کیفری برای مبارزه با مواد مخدر تصویب گشت و کشت خشخاش در ایران متوقف شد. در حال حاضر قاچاق مواد مخدر در ایران، می‌تواند منجر به اعدام گردد. به‌گفتهٔ مجید محمدی، قانونی کردن مواد مخدرِ غیر صنعتی، یک راه‌حل برای کنترل مصرف مواد مخدر در ایران است. به این معنی که فروش مواد مخدر به هر شخص، به میزان معینی محدود گردد.
طی چند سال گذشته مجموعه مقالات و تحقیقات محمد خضری، پژوهشگر در حوزهٔ سیاستگذاری مواد مخدر، پیرامون اصلاح سیاستگذاری‌های مواد مخدر در ایران با تأکید بر آزادسازی مواد مخدر طبیعی در مجامع علمی سر و صدای زیادی داشته‌است.
نوروزی سخنگوی کمیسیون قضایی و حقوقی مجلس شورای اسلامی در ۳۰ تیر ۱۳۹۶ اعلام کرد با توجه به تأکید ویژه‌ای که در سیاست‌های کلی نظام بر لزوم انقطاع رابطه معتادان و قاچاق‌چیان صورت گرفته‌است، مقرر کردیم دولت مواد مخدر رقیق در اختیار معتادان قرار دهد تا این عزیزان بتوانند به‌تدریج ترک کرده و به جای آن‌که جلب قاچاق‌چیان مواد مخدر شوند، به‌سمت نظام آمده و از طریق مجاری رسمی نیاز خود را برطرف کنند.

## حزب‌های سیاسی
احزاب از قوانین آزادسازی مواد مخدر به دلایل گوناگون و تا درجات مختلف حمایت می‌کنند. از احزاب آزادی‌خواه تا چپی‌ها و راست‌گرایان. در بیش‌تر احزاب لیبرترینیستی آزادسازی مواد مخدر امری بدیهی در نظر گرفته می‌شود.
در سال ۲۰۱۱ حزب آزادی‌خواه مردم‌سالار انگلیس سیاستی را پیش گرفت تا همانند پرتغال به جای تعقیب مجرمان مواد مخدر به درمان گرفتاران آن به هر نحو بپردازد.
در برخی کشورها جنبش‌هایی برای آزادسازی برخی مواد مخدر همچون ماری‌جوانا به راه افتاده‌است.